# GALEX
GALEX (sigla em inglês para Galaxy Evolution Explorer) é um satélite artificial lançado pela NASA. Lançado pelo foguete Pegasus a uma altura de 697 km  no espaço. Esse observatório é dedicado a observação ultravioleta.
Durante a missão de 2 anos e 6 meses que havia sido prorrogada, fez observações de raios ultravioleta. A nave espacial da missão é observar centenas de milhares de galáxias , com o objetivo de determinar a distância de cada galáxia da Terra e da taxa de formação de estrelas em cada galáxia. O projeto GALEX  é operado pela NASA e gerenciado pelo Jet Propulsion Laboratory (JPL), além de outros órgãos dos Estados Unidos.